# Чжан Чаннин
Чжан Чаннин (кит. 张常宁, англ. Zhang Changning; р. 6 ноября 1995, Чанчжоу, провинция Цзянсу, Китай) — китайская волейболистка. Нападающая (доигровщица и диагональная). Олимпийская чемпионка 2016.

## Биография
Чжан Чаннин родилась в Чанчжоу в спортивной семье. Отец — Чжан Юшэн — бывший игрок волейбольной сборной Китая, участник Олимпийских игр 1984. Мать — Цзян Ханьцю — преподаватель физвоспитания в колледже города Нанкина. Брат — Чжан Чэнь — игрок национальной сборной Китая по волейболу. В конце 1990-х семья переехала в Нанкин, где Чжан Чаннин начала заниматься волейболом.
В 2009 Чжан Чаннин перешла в пляжный волейбол и в том же году приняла участие в чемпионате Азии. В последующие два года она также участвовала в континентальных первенствах по пляжной разновидности волейбола и в 2011 в паре с Ма Юаньюань стала серебряным призёром.
В 2013 Чжан Чаннин решила переключиться на классический волейбол, за что подверглась дисквалификации со стороны спортивного руководства провинции Цзянсу, но после протестов со стороны волейбольной общественности и СМИ дисквалификация была снята и с сезона 2013—2014 спортсменка выступает за команду «Цзянсу Чжунтянь Стил», с которой становилась чемпионкой (в 2017) и ещё четырежды призёром национального первенства Китая. В 2016 и 2017 Чжан Чаннин признавалась лучшим игроком чемпионатов страны.
В 2014 году 18-летняя волейболистка включена в состав национальной сборной Китая, приняв участие в розыгрыше Кубка Азии (вошла в символическую семёрку турнира), а затем в Азиатских играх (основной состав сборной во время проведения Игр был задействован на чемпионате мира). В 2015 в розыгрыше Кубка мира Чжан Чаннин заменила в стартовом составе национальной команды заболевшую Хуэй Жоци и стала второй по результативности в своей сборной после Чжу Тин. В том же году волейболистка впервые стала чемпионкой Азии.
В 2016 в составе сборной Китая Чжан Чаннин стала олимпийской чемпионкой. Начав турнир на позиции доигровщицы, в решающих матчах волейболистка выступала в качестве диагональной нападающей и по итогам соревнований стала третьей по количеству набранных очков в своей команде, уступив только Чжу Тин и Сюй Юньли. 2017 год принёс Чжан Чаннин и сборной Китая победу в престижном розыгрыше Всемирного Кубка чемпионов, а 2019 — победу в Кубке мира.

### Клубная карьера
- 2013—2022, с 2023 —  «Цзянсу Чжунтянь Стил» (Чанчжоу/Нанкин).

## Достижения

### Клубные
- двукратная чемпионка Китая — 2017, 2025;
  - 3-кратный серебряный (2016, 2021, 2022) и 3-кратный бронзовый (2015, 2018, 2024) призёр чемпионатов Китая.

### Со сборной Китая
- Олимпийская чемпионка 2016.
- бронзовый призёр чемпионата мира 2018.
- двукратный победитель розыгрышей Кубка мира — 2015, 2019.
- победитель розыгрыша Всемирного Кубка чемпионов 2017.
- серебряный призёр Азиатских игр 2014.
- чемпионка Азии 2015.
- двукратный победитель розыгрышей Кубка Азии — 2014, 2016.

### В пляжном волейболе
- серебряный призёр чемпионата Азии 2011.

### Индивидуальные
- 2014: лучшая нападающая-доигровщица (одна из двух) розыгрыша Кубка Азии.
- 2016: MVP чемпионата Китая.
- 2017: MVP и лучшая на подаче чемпионата Китая.